# Ingimundur Ingimundarson
Ingimundur Ingimundarson (ur. 29 stycznia 1980 w Reykjavíku) – islandzki piłkarz ręczny, reprezentant kraju. Gra na pozycji rozgrywającego. Obecnie występuje w islandzkim Fram Reykjavík. Największy sukces z reprezentacją odniósł podczas Igrzysk Olimpijskich 2008 w Pekinie, zdobywając srebrny medal olimpijski.
Podczas mistrzostw Europy w 2010, w Austrii zdobył brązowy medal.
W 2008 otrzymał Krzyż Kawalerski Orderu Sokoła Islandzkiego.

## Kariera
- ÍR Reykjavík
- Pfadi Winterthur
- Ajax Heros
- Elverum Håndball
- TSV GWD Minden
- AaB Håndbold
- Fram Reykjavík

## Sukcesy
- 2008:  wicemistrzostwo Olimpijskie, (Pekin)
- 2010:  III miejsce mistrzostw Europy, (Austria)